# 小中陽太郎
小中 陽太郎（こなか ようたろう、1934年〈昭和9年〉9月9日 - 2024年〈令和6年〉12月3日）は、日本の小説家、社会評論家、翻訳家。

## 来歴・人物
兵庫県神戸市生まれ。
幼時を上海で過ごす。東京都立大学附属高等学校を経て、東京大学文学部仏文科で渡辺一夫に師事。1958年に同大学を卒業してNHKに入り、ディレクターとして『夢であいましょう』などを手がける。
1964年に退職してフリーとなり、野坂昭如の薫陶を受けてルポルタージュやコラムを執筆。
1965年、小田実たちと共にベ平連を結成。世話人としてパリやハノイやストックホルムに赴き、国際連帯に貢献する。特に脱走兵援助では、ハノイやモスクワを巡った。
1970年から法政大学講師を務める。1979年公開の映画「十八歳、海へ」（監督・藤田敏八、主演・森下愛子）に、大学講師役で出演した。
1983年にフルブライト交換教授として渡米し、ウェストヴァージニア大学客員教授、のちにニューヨーク市立大学ブルックリン校客員教授を務める（1984年まで）。
1991年、日本に帰国して中部大学女子短期大学英語英米文化学科主任教授、および中部大学人文学部コミュニケーション学科教授に就任。
1992年、ペン大会日本代表としてバルセロナに赴く。名古屋経済大学短期大学部放送コース客員教授、星槎大学客員教授。2013年、『翔べよ源内』で第1回野村胡堂文学賞を受賞。
日本ペンクラブ専務理事（1997年 - ）。アジアキリスト教協議会議長。また日本ジャーナリスト専門学校の講師も務めたこともあった。
「九条の会」傘下の「マスコミ九条の会」呼びかけ人を務めていた。
2024年12月3日午前11時21分、老衰のため、東京都目黒区の自宅で死去した。90歳没。

## 親族
- 長女は星槎大学非常勤講師の小中さつき。
- 次女はフジテレビで『SMAP×SMAP』などの広報を2017年10月まで担当していた小中ももこ[5]。
- 梅原猛は厳密には従兄弟ではなく、小中の妻の父の妹の夫の弟の息子にあたる。小中の妻の叔母が梅原の養母（小栗風葉の妹・俊）であるため、従兄弟と表記している文献もある。

## 著書
- 『愛と別れ』（河出書房新社） 1964年
- 『手づくりの論理』（合同出版） 1969年
- 『秘聞の書 歓喜の話をたっぷり読もう』（大和書房、ダイワブックス） 1969年
- 『天誅組始末記』（大和書房） 1970年
- 『女のいろめがね 出世のために・交際のために・女のコをベッドで裸にするために』（秋田書店、サンデー新書） 1970年
- 『昭和元禄・行動的にっぽん人 常識を変えた現代の英雄』（明文社） 1970年
- 『王国の芸人たち』（講談社） 1972年
- 『小説 ふぁっく』（現代評論社） 1972年
- 『脱サラ発想術 ダイナミックに生きる新職業論』（産報、サンポウブックス） 1972年
- 『私の中のベトナム戦争』（産経新聞社） 1973年
- 『小説灘高校』（サンケイ新聞社出版局） 1974年
- 『ええカッコしの無限地獄』（時事通信社） 1975年
- 『信じない奴の人間学 しぶとく生きるために』（青春新書） 1975年、のち改題『こころを強くする技術』（青春文庫）
- 『おれは何を目指せばいいんだ 偉くならなくていい』（青春出版社、青春新書） 1976年
- 『世界艶遊パック』（グリーンアロー出版社） 1977年
- 『体験』（グリーンアロー出版社） 1978年
- 『キミの青春よ! 対談集』（三一書房） 1978年
- 『ジーンズの平家たち』（毎日新聞社） 1979年
- 『栃若一代』（読売新聞社） 1980年
- 『小説 内申書裁判』（光文社） 1980年
- 『溶解する思想』（花曜社） 1981年
- 『よい子わるい子いじめっ子』（ポプラ社、のびのび人生論） 1982年
- 『反ゲンコツ口論 いま父は子に何ができるか』（主婦の友社） 1982年
- 『ぼくはポーランドを旅した』（筑摩書房） 1983年
- 『我が子が他人に見える日 子どもが親を憎悪する瞬間とは 徹底取材戸塚宏×穂積隆信』（第一企画出版） 1983年
- 『ぼくは人びとに会った - 法と人間のはざまに』（日本評論社） 1984年
- 『不思議の箱のテレビ考 戦後世代の芸能史』（駸々堂出版） 1984年　NDLJP:12276008
- 『教育の誤算 教育荒廃をうちやぶれ』（金子書房） 1987年
- 『ブラウン管のなかのアメリカ』（岩波書店、岩波ブックレット） 1987年 NDLJP:12179772
- 『抗議して生き残ろう 私の反核平和論』（日本評論社） 1987年
- 『小中陽太郎のアメリカン・コラム』（研究社出版） 1988年
- 『TVニュース戦争 これがキャスターだ!!』（東京新聞出版局） 1988年
- 『小中陽太郎の「歴史」の時間ですよ 歴史教科書を10倍楽しむ法』（新人物往来社） 1988年
- 『ルポ司法試験』（日本評論社） 1989年
- 『ニッポン・メジャー・リーグ論 日米構造摩擦野球編』（エイデル研究所） 1991年
- 『正義は川の流れのように』（日本基督教団出版局） 1995年
- 『笑うな! わが中年パソコン術 "負けられない"と感じたときからインターネットまで』（青春出版社、プレイブックス） 1996
- 『外国の教科書に、日本はどう書かれているか 韓国、中国、アメリカの歴史教科書を読み比べてみたら…』（ごま書房） 1997年
- 『青春の夢 風葉と喬太郎』（平原社） 1998年
- 『異文化・非言語・グローバルコミュニケーション』（平原社） 1999年
- 『58歳からの“知"の愉しみ もう一度人生を磨き直すために』（青春出版社） 2000年
- 『こんなに面白い聖書のはなし 3時間で“こころ"が豊かになる』（青春出版社） 2000年
- 『今こそ平和を実現する』（日本キリスト教団出版局） 2003年
- 『ラメール母』（平原社） 2004年
- 『一人ひとりのマスコミ』（創森社） 2007年
- 『翔べよ源内』（平原社） 2012年
- 『上海物語 あるいばゾルゲ少年探偵団』（未知谷） 2016年

### 共編著
- 『対決・刑法一七五条 「四畳半襖の下張」模索舎裁判』（五味正彦, 柘植光彦共編、亜紀書房） 1977年
- 『討論 青年にとって労働とは何か 転形期における青年労働者の意識』（編、三一新書） 1978年
- 『東大法学部 - その虚像と実像』（現代評論社） 1978年
- 『就職 - その虚像と実像』（編、現代評論社） 1980年
- 『娘がグローブを買う日 父と娘、33の往復書簡』（小中さつき、主婦の友社） 1991年
- 『メディア・リテラシーの現場から』（風媒社） 2001年

## 翻訳
- 『この本を盗め』（アビー・ホフマン、都市出版社） 1972年
- 『エヴァの日記 - スペインの獄舎から』（エヴァ・フォレスト、時事通信社） 1978年、のち岩波同時代ライブラリー
- 『閉ざされた扉のかげで 家族間の愛と暴力』（M・ストロース他、新評論） 1981年
- 『折れた黒バット ジョー・ジャクソンとブラック・ソックス事件』（ドナルド・グロップマン、ベースボール・マガジン社） 1984 ISBN 4-583-02615-3
- 『ハレー彗星フィーバー - 凶星がもたらす世紀末の恐怖』（ドナルド・グロップマン、サンケイ出版） 1986年
- 『蟻』（ベルナール・ウェルベル、森山隆共訳、ジャンニ・コミュニケーションズ） 1995年、のち角川文庫
- 『蟻の時代』（ウェルベル、森山隆共訳、ジャンニ・コミュニケーションズ） 1996年、のち角川文庫
- 『ほんとうに知りたいこと ガンをのりこえた最初の一年』（マック・ターネィジ, アン・ターネィジ、サンディー美恵共訳、日本基督教団出版局） 1996年

## 出演テレビ番組
- 世界まるごとHOWマッチ（TBSテレビ・製作は毎日放送）（ゲスト解答者）
- スーパーワイド（TBSテレビ）（コメンテーター）